# Массакуа, Алифу
Алифу Альберт Массакуа (фр. Alifu Albert Massaquoi; род. 6 апреля 1937, Либерия) — либерийский и сьерра-леонский легкоатлет, выступавший в беге на длинные дистанции и марафонском беге. Участник летних Олимпийских игр 1960 и 1968 годов.

## Биография
Алифу Массакуа родился 6 апреля 1937 года в Либерии.
В 1960 году вошёл в состав сборной Либерии на летних Олимпийских играх в Риме. В марафонском беге занял последнее, 62-е место при семи не финишировавших, показав результат 3 часа 43 минуты 18,0 секунды и уступив 1 час 28 минут 1,8 секунды завоевавшему золото Абебе Бикиле из Эфиопии.
В 1968 году вошёл в состав сборной Сьерра-Леоне на летних Олимпийских играх в Мехико. В беге на 10 000 метров не завершил дистанцию. В марафонском беге занял 45-е место с результатом 2:52.28,0, уступив 32 минуты 1,6 секунды завоевавшему золото Мамо Волде из Эфиопии.
В 1970 году участвовал в Играх Британского Содружества наций в Эдинбурге, где занял 21-е место в беге на 10 000 метров (31.06,2).

## Личные рекорды
- Бег на 10 000 метров — 31.06,2 (июль 1970, Эдинбург)[5][4]
- Марафон — 2:52.28,0 (20 октября 1968, Мехико)[5]